# 豫 (越國)
豫（？—？），戰國時期越國国王朱勾之子，越王翳的弟弟。

## 生平
翳三十三年（前378年），越国衰落从琅琊遷都到吳（今江蘇蘇州）。翳三十六年（前375年），豫谋夺王位，連續謀害翳的三個王子。豫鼓动哥哥除掉太子諸咎，越王未听。七月，諸咎担心自己被害，率領軍隊趕走了豫，又包圍王宮，發動宮廷政变，殺害越王翳。